# Чуркін Віталій Іванович
Віталій Іванович Чуркін (рос. Виталий Иванович Чуркин; 21 лютого 1952, Москва, РСФСР — 20 лютого 2017, Нью-Йорк, США) — російський дипломат. Був послом Росії в Бельгії у 1994—1998 та в Канаді у 1998—2003 роках. Постійний представник Росії в Організації Об'єднаних Націй (2006—2017). Перший тесть Євгена Попова.

## Біографія
У дитячі роки знімався у трьох дитячих фільмах, два з яких стосуються образу Леніна («Синій зошит» та «Серце матері»). Закінчив 56-ту московську спеціалізовану школу з поглибленим вивченням англійської мови.
Закінчив Московський державний інститут міжнародних відносин у 1974 році, де потім і розпочав свою трудову діяльність, а в 1981 році у Дипломатичній академії Міністерства закордонних справ СРСР здобув ступінь кандидата історичних наук. Згодом він обіймав посаду начальника Управління інформації Міністерства закордонних справ Радянського Союзу та Російської Федерації. Він також працював начальником Управління інформації МЗС Росії та був заступником міністра закордонних справ з 1992 по 1994.
Був послом Росії у Бельгії з 1994 по 1998 та послом в Канаді з 1998 по 2003. Після цього він перебував на посаді посла з особливих доручень Міністерства закордонних справ (2003—2006 роки). Змінив Андрія Денисова на посаді Постійного представника при Організації Об'єднаних Націй 1 травня 2006, коли вручив свої вірчі грамоти Генсеку ООН Кофі Аннану.
Був також головою вищих офіційних осіб Арктичної ради. Крім російської вільно володів англійською, розмовляв також монгольською та французькою мовами.

## Чорнобильське питання
Зажив слави в 1986 році, коли його, 34-річного другого секретаря, посол СРСР у США Анатолій Добринін обрав свідчити перед Конгресом Сполучених Штатів у справі аварії на Чорнобильській атомній електростанції. Це був перший в історії випадок, коли радянський чиновник свідчив перед комітетом Палати представників Конгресу США. Вибір Чуркіна, тоді ще молодого дипломата, пов'язували з його репутацією найкращого англомовного співробітника в радянському посольстві; ЗМІ повідомляли, що він володів «масивом англійського сленгу». Виступи Чуркіна призвели до появи пародії на нього в образі Vitaly Charmyourpantsoff (Віталій Загіпнотизуйко (Чамйопанцофф)) у створеній Марком Аланом Стаматі серії політичних карикатур Вашингтон Пост під назвою Washingtoon.

## Позиція щодо України
Як постійний представник Росії при ООН заявив на початку березня 2014 року, що Москва не визнає легітимність тодішньої української влади, тому політичні відносини Росії з Україною перервано. Водночас він висловив надію на те, що в Україні проведуть незалежне розслідування подій, пов'язаних із вбивствами невідомими снайперами та автоматниками учасників протестів і міліції.
3 березня 2014 року увечері на засіданні Ради безпеки ООН зачитав заяву Януковича від 1 березня 2014 року про те, що той попросив президента РФ Володимира Путіна застосувати свої війська для «відновлення законності» в Україні.
Чуркіна критикували за те, що у виступі на засіданні Ради Безпеки ООН він переплутав прізвища головнокомандувача УПА Шухевича і першого Голови Верховної Ради незалежної Білорусі Шушкевича, назвав провідника ОУН Степана Бандеру «Бендерою» і заявив, що політична криза в Росії спричинена діяльністю Шухевича й Бандери. Журналісти також відзначали факти його, на їхню думку, зумисної неправдивості, виразної тенденційності та політичної упередженості стосовно України.

## Смерть
Раптово помер 20 лютого 2017 року у Нью-Йорку, за день до свого 65-річчя. Російському представнику стало погано у приміщенні генерального консульства Росії, він був доправлений до Пресвітеріанської лікарні Нью-Йорка, де й помер. Попередньо причиною смерті названо серцево-легеневу недостатність. Американські медексперти зазначили, що для встановлення причини смерті необхідно отримати результати аналізів.

Сумніви щодо офіційної російської версії смерті Віталія Чуркіна висловив відомий незалежний російський журналіст Олександр Сотник:
 — До раптових смертей високопоставлених чиновників під час повноправної влади «спецухи» прийнято ставитися з недовірою. І то є цілком виправдано. Складно повірити, що у Чуркіна було погане медобслуговування
Російська журналістка Юлія Латиніна вказує на те, що Чуркіну стало погано після емоційної телефонної розмови з Володимиром Путіним.
23 лютого в британській пресі з'явилась інформація про результати дослідження, які вказують на отруєння Чуркіна.

## Поховання
Похований 24 лютого 2017 року на Троєкурівському цвинтарі міста Москви.,

## Цікаві факти
Чуркін став сьомим з російських дипломатів, які померли або загинули у грудні 2016 — січні 2017 року:
- 19 грудня 2016 в Туреччині був застрелений російський посол Андрій Карлов.
- 20 грудня день в Москві знайшли тіло колишнього голови Латиноамериканського департаменту МЗС Росії. Згідно з повідомленням, він «наклав на себе руки».
- 27 грудня 2016 в Усть-Каменогорську (Казахстан) знайшли тіло російського дипломата, співробітника генконсульства Романа Скрильникова, який, згідно з повідомленням, помер внаслідок «серцевого нападу».
- 9 січня 2017 в Афінах 55-річний консул РФ в Греції Андрій Маланін був знайдений мертвим у квартирі в старій будівлі посольства Росії. За попередніми оцінками смерть пояснюють хворобою серця.
- 14 січня 2017 в Ємені був застрелений посол Росії (російське МЗС спростувало це повідомлення).
- 26 січня в Індії помер посол Росії 67-річний Олександр Кадакін. Причиною смерті стала «нетривала хвороба серця».[21]

У 2003 уряд Януковича за нереально низькою ціною продав найбільший суднобудівний завод України членам родини Віталія Чуркіна, які, не виконавши жодного інвестиційного зобов'язання, довели його до банкрутства. Їм же належав і Львівський автобусний завод. Пізніше Віталій Чуркін заявив, що племінників у нього немає.

## Сім'я
- дочка: Анастасія Чуркіна — російська закордонна журналістка. Працювала в корпункті «Russia Today» у США, потім у Лондоні.

## Основні цитати
- Відповідь представнику Катару, що критикував блокування Росією і Китаєм запропонованого США варіанту резолюції Радбезу ООН по Сирії:|  | Якщо ви ще раз заговорите зі мною в такому тоні, такої речі, як Катар, після сьогоднішнього дня більше не буде. |

- В ході дискусії про зміну влади в Україні, квітень 2014 року:|  | Чомусь деякі наші західні колеги думають, що якщо якийсь переворот озброєний - краще озброєний, - то обов'язково прийдуть до влади демократи. Обов'язково, так би мовити, Томас Джефферсон повинен очолювати всю цю справу. |

- З приводу внесеної Малайзією і заблокованої Росією резолюції Радбезу ООН про створення міжнародного трибуналу по краху MH17 в Донбасі, липень 2015:|  | Вважаю, що Рада Безпеки - це не місце обговорювати різні версії щодо МН-17. |

- Відповідь колишньому постпредові США при ООН Саманті Пауер, яка звинуватила Росію і сирійський режим у військових злочинах в Алеппо :|  | Особливо дивним мені здалося виступ представника Сполучених Штатів, яка побудувала свій виступ, як ніби вона мати Тереза. |
- Про президента Грузії Михайла Саакашвілі, після вторгнення Росії в Грузію, 2008 рік:|  | Яка пристойна людина буде з ним розмовляти? |

- Чуркін на екстреному засіданні Ради безпеки ООН про сотні фотографій загиблих сирійських дітей внаслідок російських бомбардувань :|  | Дітей в Сирії посипають пилом, щоб видати їх за жертв бомбардувань. |

## Про нього
- МЗС Росії:|  | ...Видатний російський дипломат... |

- Володимир Єльченко, постійний представник України в ООН:|  | Спроби налагодити нормальний контакт були. Але, на жаль, вони не призвели до зміни його риторики. |

- Заява ООН:|  | Він був дорогим колегою для всіх нас, глибоко вірним своїй країні дипломатом і одним із найпрекрасніших людей, яких ми знали. |

- Віталій Портников:|  | Російський дипломат Віталій Чуркін виявився другим представником Кремля в ООН, який помер в Нью-Йорку під час виконання службових обов'язків. Першим був Андрій Вишинський, кривавий сталінський генеральний прокурор, який помер 22 листопада 1954. Тоді в ООН теж сумували з приводу смерті досвідченого радянського дипломата, хоча прекрасно знали: ніяким дипломатом він не був. Він був чудовиськом. «…» для розуміння моральної катастрофи, яка сталася з путінською Росією, потрібно було просто чути промови Чуркіна. Нічого огидніше, страшніше і брехливі промов Вишинського я не читав — поки не дожив до путінської епохи. «…» Чуркін прожив життя, схоже з життям Вишинського. «…» Коли Сергій Лавров відправив його в ООН, це вже був зовсім інший Чуркін. Це вже був майже Вишинський. Ну що там, давайте начистоту — це було чудовисько. «…» Ніяким дипломатом він, звичайно ж, вже не був. Те, що він говорив під час війни в Грузії, анексії Криму, війни на Донбасі, знищення Алеппо, краще просто не згадувати. Це не було за гранню дипломатії, це було за гранню добра і зла.Оригінальний текст (рос.) Российский дипломат Виталий Чуркин оказался вторым представителем Кремля в ООН, скончавшимся в Нью-Йорке при исполнении служебных обязанностей. Первым был Андрей Вышинский, кровавый сталинский генеральный прокурор, который умер 22 ноября 1954. Тогда в ООН тоже скорбели по поводу смерти опытного советского дипломата, хотя прекрасно знали: никаким дипломатом он не был. Он был чудовищем. «…» для понимания нравственной катастрофы, которая произошла с путинской Россией, нужно было просто слышать речи Чуркина. Ничего отвратительнее, страшнее и лживее речей Вышинского я не читал — пока не дожил до путинской эпохи. «…» Чуркин прожил жизнь, схожую с жизнью Вышинского. «…» Когда новый министр Сергей Лавров отправил его на собственное место в ООН, это уже был совсем другой Чуркин. Это уже был почти Вышинский. Ну что там, давайте начистоту — это было чудовище. «…» Никаким дипломатом он, конечно же, уже не был. То, что он говорил во время войны в Грузии, аннексии Крыма, войны на Донбассе, уничтожения Алеппо, лучше просто не вспоминать. Это не было за гранью дипломатии, это было за гранью добра и зла. |

- Андрій Зубов, російський історик, професор МДІМВ, колишній співучень Чуркіна:|  | У Чуркіна зажадали «брехні і лицемірства, виправдання зла і спотворення правди», як за радянських часів. Віталій Іванович по-радянськи взяв під козирок. У нього не вистачило сил подати у відставку, залишитися вільною людиною в невільній країні. Він вибрав несвободу на догоду влаштованому побуту і помилковому розумінню патріотизму. |

- Ігор Левенштейн, український журналіст, оглядач УНІАН:|  | ...небіжчик був рідкісним негідником, в чому ми багато разів мали можливість переконатися під час трансляцій з засідань Ради безпеки ООН. Саме сивочолий мерзотник Чуркін ніс безпардонну брехню і демагогію, кажучи про Крим і війну на сході України, яку нав'язала його країна. Саме Чуркін вів полеміку з українськими дипломатами та іншими колегами в ООН, оперуючи гіршими штампами сталінських часів. |

- Віктор Олександров, «Грани.ру»:

|  | … на Чуркіні крові стільки, скільки Чикатило навіть і не снилося. Чуркін не вбивав своїми руками, але саме його і його шефа Лаврова стараннями створювалося дипломатичне прикриття, під яким російська армія і контрольовані Росією бойовики могли безкарно здійснювати агресію щодо Грузії та України. Жертви цієї агресії — і на совісті Чуркіна теж, і ступінь його відповідальності набагато вище, ніж ступінь відповідальності упирів Гіві і Мотороли, котрим він тепер складе компанію в пеклі.Оригінальний текст (рос.) … на Чуркине крови столько, сколько Чикатило даже и не снилось. Чуркин не убивал своими руками, это правда, но именно его и его шефа Лаврова стараниями создавалось дипломатическое прикрытие, под которым российская армия и контролируемые Россией боевики могли безнаказанно осуществлять агрессию в отношении Грузии и Украины. Жертвы этой агрессии — и на совести Чуркина тоже, и степень его ответственности гораздо выше, чем степень ответственности упырей Гиви и Моторолы, которым он теперь составит компанию в аду. |

- Саманта Пауер, постійний представник США при ООН (2013—2017):|  | ...один з найбільш ефективних дипломатів у світі... |

- Метью Рікрофт, Постійний представник Великої Британії при ООН:|  | Дипломатичний гігант і чудова людина |